# Team DSM (vrouwenwielerploeg)/2022
Deze pagina geeft een overzicht van de vrouwenwielerploeg Team DSM in 2022.

## Algemeen
Algemeen manager: Iwan Spekenbrink
Teammanager: Rudi Kemna
Ploegleiders: Huub Duijn

Fietsmerk: Scott

## Renners

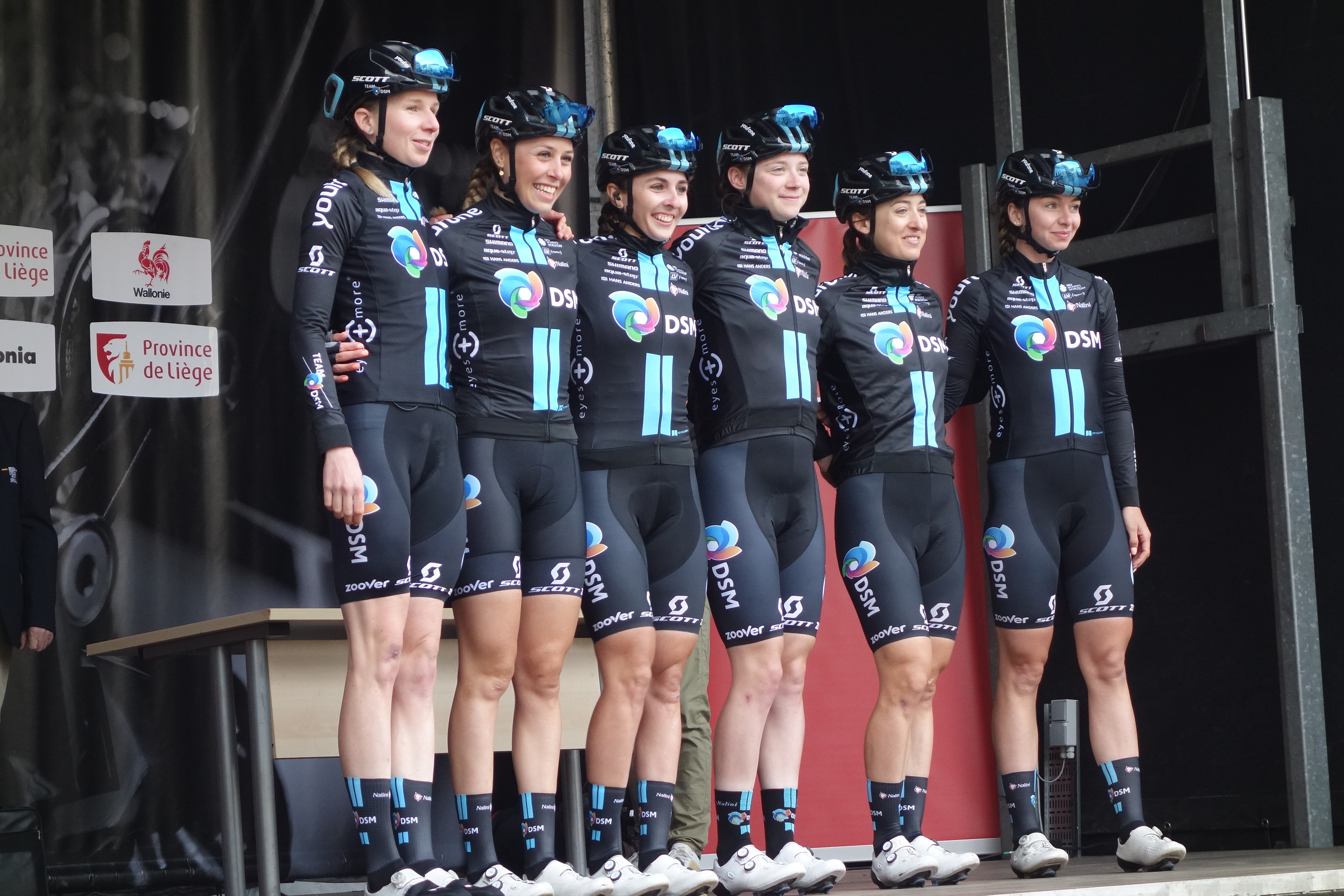
De ploeg in de Waalse Pijl 2022.

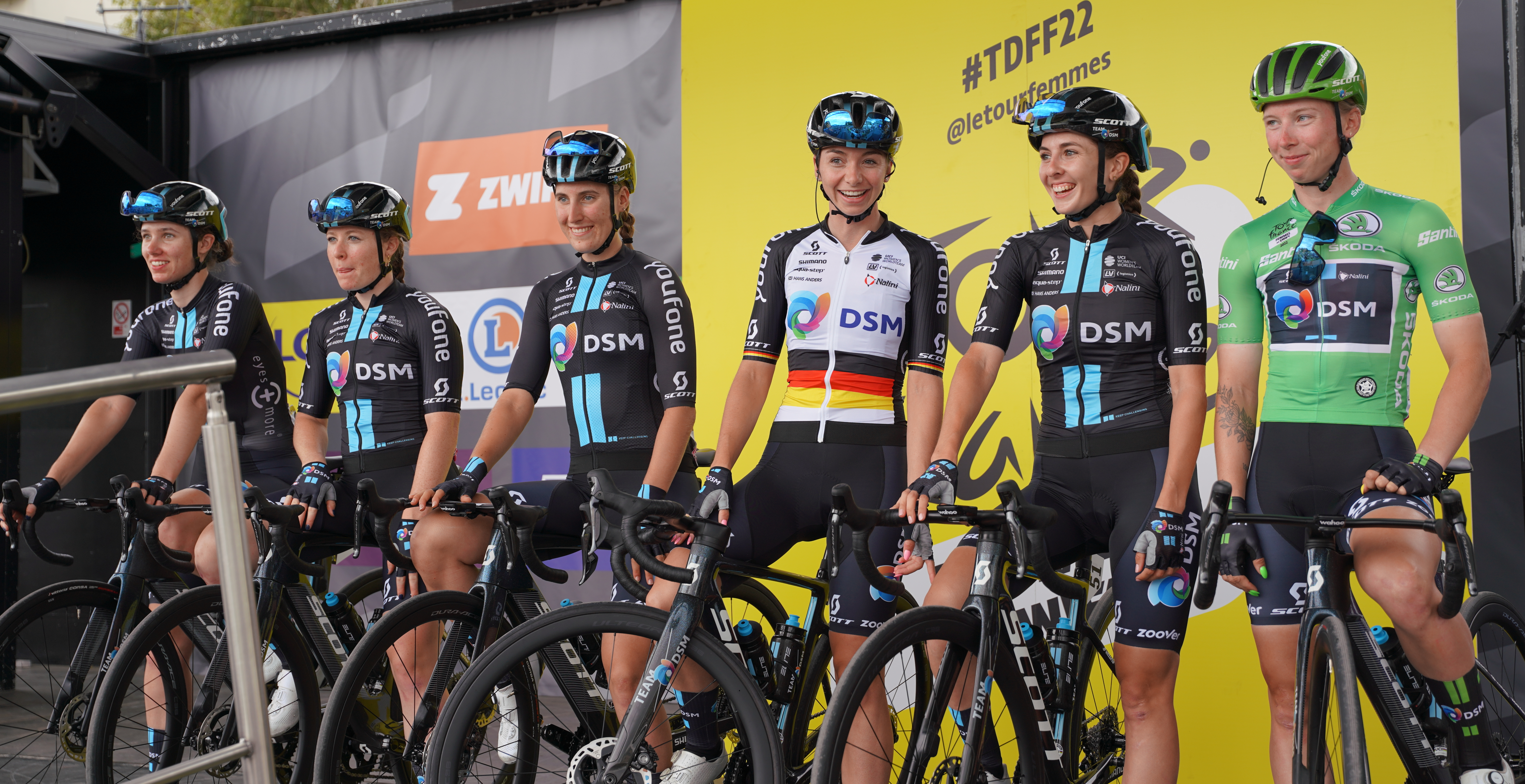
De ploeg in de Tour de France Femmes.

| Naam             | Geboortedatum | Nationaliteit       | Ploeg 2021  |
| ---------------- | ------------- | ------------------- | ----------- |
| Francesca Barale | 29-04-2003    | Italië              | -           |
| Léa Curinier     | 21-04-2001    | Frankrijk           | Team Arkéa  |
| Pfeiffer Georgi  | 27-09-2000    | Verenigd Koninkrijk |             |
| Megan Jastrab    | 29-02-2002    | Verenigde Staten    |             |
| Leah Kirchmann   | 30-06-1990    | Canada              |             |
| Franziska Koch   | 13-07-2000    | Duitsland           |             |
| Charlotte Kool   | 06-05-1999    | Nederland           | NXTG Racing |
| Juliette Labous  | 04-11-1998    | Frankrijk           |             |
| Liane Lippert    | 13-01-1998    | Duitsland           |             |
| Floortje Mackaij | 18-10-1995    | Nederland           |             |
| Esmée Peperkamp  | 23-07-1997    | Nederland           |             |
| Elise Uijen      | 23-06-2003    | Nederland           | -           |
| Lorena Wiebes    | 17-03-1999    | Nederland           |             |

### Vertrokken
| Naam             | Geboortedatum | Nationaliteit    | Ploeg 2022             |
| ---------------- | ------------- | ---------------- | ---------------------- |
| Susanne Andersen | 23-07-1998    | Noorwegen        | Uno-X Pro Cycling Team |
| Wilma Olausson   | 09-04-2001    | Zweden           | Uno-X Pro Cycling Team |
| Coryn Rivera     | 26-08-1992    | Verenigde Staten | Team Jumbo-Visma       |
| Julia Soek       | 12-12-1990    | Nederland        | Gestopt                |

## Overwinningen
| Kampioenschappen Duitsland - wegwedstrijd: Liane Lippert GP Oetingen Lorena Wiebes Ronde van Drenthe Lorena Wiebes Nokere Koerse Lorena Wiebes Scheldeprijs Lorena Wiebes GP Eco-Struct Charlotte Kool Ronde van het Baskenland Ploegenklassement *1) Ronde van Burgos Eindklassement: Juliette Labous RideLondon Classic 1e etappe: Lorena Wiebes 2e etappe: Lorena Wiebes 3e etappe: Lorena Wiebes Eindklassement: Lorena Wiebes Puntenklassement: Lorena Wiebes | The Women's Tour 2e etappe: Lorena Wiebes 3e etappe: Lorena Wiebes Ronde van Italië 6e etappe: Juliette Labous Baloise Ladies Tour 1e etappe: Lorena Wiebes 2e etappe: Lorena Wiebes 3e etappe A: Lorena Wiebes 4e etappe: Lorena Wiebes Puntenklassement: Lorena Wiebes Jongerenklassement: Pfeiffer Georgi Tussensprintklassement: Lorena Wiebes Tour de France Femmes 1e etappe: Lorena Wiebes 5e etappe: Lorena Wiebes Ronde van Scandinavië Ploegenklassement: *2) | Simac Ladies Tour 1e etappe: Lorena Wiebes 2e etappe: Lorena Wiebes 3e etappe: Charlotte Kool Eindklassement: Lorena Wiebes Puntenklassement: Lorena Wiebes AG Tour de la Semois 2e etappe: Lorena Wiebes Binche-Chimay-Binche Lorena Wiebes Ronde van Romandië Bergklassement: Elise Uijen Jongerenklassement: Liane Lippert |

*1) Ploeg Ronde van het Baskenland: Curinier, Labous, Lippert, Barale, Mackaij, Peperkamp
*2) Ploeg Ronde van Scandinavië: Curinier, Jastrab, Kirchmann, Lippert, Mackaij, Peperkamp
Mannen: 1999 · 2000 · 2001 · 2002 · 2003 · 2004 · 2005 · 2006 · 2007 · 2008 · 2009 · 2010 · 2011 · 2012 · 2013 · 2014 · 2015 · 2016 · 2017 · 2018 · 2019 · 2020 · 2021 · 2022 · 2023 · 2024 · 2025
Vrouwen: 2011 · 2012 · 2013 · 2014 · 2015 · 2016 · 2017 · 2018 · 2019 · 2020 · 2021 · 2022 · 2023 · 2024 · 2025
BikeExchange Jayco · Canyon-SRAM · DSM · EF Education-TIBCO-SVB · FDJ Nouvelle-Aquitaine Futuroscope · Human Powered Health · Jumbo-Visma · Liv Racing Xstra  · Movistar · Roland Cogeas Edelweiss Squad · SD Worx · Trek-Segafredo · UAE Team ADQ · Uno-X